# Solomon Marcus
Solomon Marcus (Bákó, 1925. március 1. – Bukarest, 2016. március 17.) zsidó származású román matematikus, a Román Akadémia tagja.

## Élete és munkássága
Solomon Marcus a moldvai Bákó városában született. A helybeli iskolában érettségizett, majd Bukarestben folytatta tanulmányait. Az egyetem matematika szakának elvégzése után egyetemi oktató lett. Nagyon sokoldalú matematikus, akinek több tanulmánya és könyve jelent meg a matematika alkalmazásáról a nyelvészetben, a színháztudományban, a természet- és társadalomtudományokban. Több mint 50 könyvet írt (ezekből többet lefordítottak más nyelvekre is), majdnem 400 tudományos cikket közölt. 1993-ban a Román Akadémia levelező, majd 2001-ben rendes tagjává választották.
2007-ben megkapta a Cuvântul folyóirat esszé-díját.

## Kötetei
- Lingvistica matematică. Modele matematice în lingvistica. Ed. Didactică și Pedagogică. București, 1963, 220 p.
- Gramatici și automate finite. Ed Academiei, București 1964, 256 p.
- Analiza matematică. vol.I. Ed. Didactică și Pedagogică București, I. kiadás: 1962, 735 p., 2. kiadás: 1963. 3. kiadás: 1966, 768 p., 4. kiadás: 1971, 785 p., 5. kiadás: 1980, 790 p. (társszerzők: Miron Nicolescu és Nicolae Dinculeanu).
- Lingvistica matematică, (második, bővített kiadás). Ed. Didactică și Pedagogică, București, 1966, 254p.
- Introducere în lingvistica matematică, Ed. Științifică, București, 1966, 336 p/ (társszerzők: Edmond Nicolau és Sorin Stati)
- Noțiuni de analiză matematică. Originea, evoluția și semnificația lor. Ed. Științifică, București, 1967, 237 p.
- Limbaj, logică, filozofie. Ed. Științifică, București, 1968, 261 p (társszerzők: Al. Boboc, Gh Enescu, C. Popa és S. Stati).
- Analiza matematică, vol.II, Ed. Didactică și Pedagogică, București 1. kiadás: 1966; . kiadás: 1971; 3. kiadás: 1980; 414 p. (társszerzők: Miron Nicolescu és N. Dinculeanu)
- Introduction mathématique à la linguistique structurale. Dunod, Paris, 1967, XII + 282 p.
- Algebraic Linguistics; Analytical Models. Academic Press, New York, 1967, XIV + 254 p.
- Poetica matematică. Ed. Academiei, București, 1970, 400 p.
- Teoretiko-mnozestvennye modeli jazykov. Ed. Nauka, Moszkva, 1970, 332 p.
- Algebraicke modely jazyka. Ed. Academia, Prága, 1969, 289 p.
- Introduzione alla linguistica matematica. Casa editrice Riccardo Patron, Bologna, 1970, 448p. (társszerzők: E. Nicolau és S. Stati)
- Mathematische Poetik. Ed. Academiei, Bucuresti-Athenaum Verlag, Frankfurt am Main, 1973, 437 p.
- Matematicka Poetika. Ed. Nolit, Belgrad, 1974, 337 p.
- Din gândirea matematică românească. Ed. Științifică și Enciclopedică, București, 1975, 224 p.
- Semiotica folclorului. Abordare lingvistico-matematică. Ed. Academiei, București. 1975. 268 p. (társszerző)
- Matematicka analyza ctena podruhe. Ed. Academia, Prága, 1976, 234 p.
- A nyelvi szépséq matematikája. Gondolat Kiadó, Budapest, 1977, 400 p.
- Metode distribuționale algebrice în lingvistică. Ed. Academiei, București, 1977, 256 pp. (társszerző).
- La semiotique formelle du folklore. Approche linguistico-mathématique. Ed. Klincksieck, Paris - Ed. Academiei, București, 1978, 309 p.
- Introduccion en la linguistica matematica. Ed. Teide. Barcelona, 1978, 386 p.
- Semne despre semne. Ed. Științifică și Enciclopedicț, București, 1979, 112 p.
- Contextual ambiguities in natural & artificial languages. Vol. 1, Ed. Communication and Cognition, Ghent, Belgium, 1981, 138 p.
- Snmeia gia ta snmeia. Ed. Pneumatikos, Athén, 1981, 119 p.
- Metode matematice în problematica dezvoltării. Ed. Academiei, București, 1982, 198 p. (társszerző).
- Gândirea algoritmică. Ed. Tehnică, București, 1982, 131 p.
- Semiotica matematică a artelor vizuale. Ed. Științifică și Enciclopedică, București, 1982, 410 p. (szerkesztő és társszerző).
- Simion Stoilow. Ed. Științifică și Enciclopedică, Bucuresti, 1983, 315 p. (társszerző: Cabiria Andreian Cazacu).
- Paradoxul. Albatros, București, 1984, 183 p.
- Timpul. Ed. Albatros, BucureȘti, 1985, 386 p.
- Artă și știință. Ed Eminescu, București, 1986, 332 p.
- Analiză matematică. vol. II Univ. București, 1986. 477 p. (társszerző).
- To Paradocso. Ed Pneumatikos, Athén, 1986, 126 p.
- Șocul matematicii. Ed Albatros, București, 1987, 366 p.
- Moduri de gândire. Ed. Științifică și Enciclopedică, București, 1987, 110 p.
- Provocarea științei. Ed. Politică, București, 1988, 470 p.
- Invenție și descoperire. Ed. Cartea Românească, 1989,.296 p.
- Analiză matematică. Materiale pentru perfectionarea profesorilor de liceu III. Universitatea din Bucuresti, Facultatea de Matematica, Bucurețti, 1989, 319 p. (társszerző)
- Dicționar de analiză matematică. Editura Științifică și Enciclopedică București, 1989 (társszerző).
- Controverse în știință și inginerie. Ed. Tehnică, Bucuresti, 1991, 248 p.
- Language, Logic, Cognition and Communication; A Semiotic, Computational and Historical Approach. Report 9/96. Grup de Recerca en Linguistica Matematica i Enginyeria del Llenguatge. Reports Universitat Rovira i Virgili, Tarragona, Spain, 1996, 184 p.
- Paradigme universale. Ediție integrală, Editura Paralela 45, Pitești, 2011[1]
- Răni deschise, Editura Spandugino, București, 2012[2]

## Fordítás
- Ez a szócikk részben vagy egészben  a   Solomon Marcus című román Wikipédia-szócikk ezen változatának fordításán alapul.  Az eredeti cikk szerkesztőit annak laptörténete sorolja fel. Ez a jelzés csupán a megfogalmazás eredetét és a szerzői jogokat jelzi, nem szolgál a cikkben szereplő információk forrásmegjelöléseként.